# تاریخ‌سازان
تاریخ‌سازان فیلمی به کارگردانی و نویسندگی هادی صابر ساختهٔ سال ۱۳۵۹ است.

## بازیگران
- اکبر زنجانپور
- بهروز بقایی
- حسین کسبیان
- داریوش ایران نژاد